# 朗根阿尔特海姆
朗根阿尔特海姆是德国巴伐利亚州的一个市镇。总面积39.07平方公里，总人口2318人，其中男性1190人，女性1128人（2011年12月31日），人口密度59人/平方公里。